# Alejandro Galindo
Héctor Alejandro Galindo Amezcua (o Amescua, segons fonts tan pròximes com els seus fills Alejandro i Rosa). (Monterrey, Nuevo León; 14 de gener de 1906 - Ciutat de Mèxic; 1 de febrer de 1999) va ser un director de cinema, guionista, actor i productor, tant de cinema com de radi mexicà. És recordat com un dels grans directors de l'Època d'Or del Cinema mexicà.

## Biografia
La seva família es va traslladar a la Ciutat de Mèxic quan Alejandro encara era un nen. Va iniciar estudis d'odontologia en la Universitat Nacional Autònoma de Mèxic però els va abandonar per a anar-se a Hollywood després que el productor Germán Camus li hagués despertat el gust pel cinema. Aquí, per a solucionar les seves despeses va treballar com a assistent d'intendència i després com a traductor per a diverses empreses cinematogràfiques com la MGM i la Columbia Pictures. Eren els inicis del cinema parlat.
Va fer estudis de guionista al Hollywood Institute of Scriptwriting and Photoplay.
El 1930, després d'haver col·laborat amb Gregory La Cava, a conseqüència de la crisi econòmica de 1929, va tornar a Mèxic i va treballar com a guionista en programes de ràdio i després escriure el guió de la pel·lícula La isla maldita dirigida per Boris Maicon el 1934, primer film mexicà en colors. Va començar la seva carrera de director el 1935, amb el curtmetratge documental Teotihuacán, tierra de emperadores i el llargmetratge Almas rebeldes de 1937.
La seva última pel·lícula, Lázaro Cárdenas, feta el 1985, està desapareguda. Amb discreció, l'Institut Mexicà de Cinematografia va consignar: "Pel que sembla Resortes narra uns certs passatges de la vida del president Lázaro Cárdenas." Segons la seva filla Rosa Galindo, 
| « | "Se'l va apropiar Joaquín Hernández Galícia, La Quina, el exlíder sindical petrolier, amb violència. Va fer que els guionistes escrivissin unes escenes on es parlés el que havia fet per petrolis i els treballadors i va fer malbé la pel·lícula. En una ocasió es va projectar a un cinema de Ciudad Juárez i li van demanar a la Quina la cinta i no donàvem crèdit del que havien fet amb la pel·lícula. La va empitjorar." | » |

El canvi del Mèxic rural a l'urbà va ser objecte de bona part de la seva obra. L'evolució de la família mexicana va ser una altra de les seves grans preocupacions. Li interessava el popular mexicà, en sentit social, no folklòric. Va ser el primer director que va mostrar la vida urbana mexicana i en assenyalar els seus problemes, va abordar temes que no van ser del grat de molta gent del govern. Així, quan "va morir l'1 de febrer de 1999, les autoritats tampoc li van fer un homenatge:
| « | Gerardo Estrada, llavors director de l'Institut Nacional de Belles arts (INBA), es va negar al fet que el meu papà fos vetllat i se li fes un reconeixement en el Palau de Belles arts, a pesar que molta gent de totes les institucions cinematogràfiques van signar la sol·licitud." | » |

## Reconeixements
"...Les seves pel·lícules, gairebé 80, acumulen més d'una vintena de premis nacionals i estrangers, i ell en particular va rebre diverses distincions: vuit premis Ariel per la seva labor com a director, argumentista i adaptador; l'Ariel d'Or i la Medalla Salvador Toscano, tots dos el 1999 per la seva trajectòria, i poc abans de la seva mort la Cineteca Nacional li va posar el seu nom a la sala 5."
Amb motiu del seu número 100, al juliol de 1994, la revista Somos va publicar una edició especial dedicada a les 100 millors pel·lícules del cinema mexicà, seleccionades per 25 especialistes en cinematografia mexicana, com Jorge Ayala Blanco; Nelson Carro; Gabriel Figueroa; Gustavo García; Carlos Monsiváis; Tomás Pérez Turrent; i Eduardo de la Vega Alfaro.
Com la llista de SOMOSva considerar només llargmetratges amb producció total o majoritàriament mexicana, no va incloure pel·lícules tan importants com Viridiana (1961) de Luis Buñuel. El automóvil gris, de 1919 va ser el film més antic seleccionat i els més recents, de 1992, Cronos i Como agua para chocolate. A la llista figuraven les següents pel·lícules d'Alejandro Galindo:
| Lugar | Película              | Año  |
| ----- | --------------------- | ---- |
| 5     | Una familia de tantas | 1948 |
| 11    | Campeón sin corona    | 1945 |
| 29    | Doña Perfecta         | 1950 |
| 64    | Esquina bajan...!     | 1948 |
| 97    | Espaldas mojadas      | 1953 |

L'any 2000, Francisco Peredo Castro va escriure: Alejandro Galindo, un alma rebelde en el cine mexicano publicat per Conaculta / IMCINE, Miguel Ángel Porrúa.
"En 2017, amb motiu del seu 18 aniversari luctuós, la Filmoteca de la UNAM li va rendir un homenatge amb un cicle que va reunir nou de les seves cintes més representatives, les quals es van exhibir a la Sala José Revueltas del Centre Cultural Universitari. Entre les quals es van projectar ressalten Campeón sin corona (1945), basada en la vida del boxador Rodolfo Casanova, El Chango, qui es va caracteritzar pel seu precoç ascens i estrepitosa caiguda; Doña Perfecta (1950), considerada com una de les adaptacions millor aconseguides de la novel·la homònima de Benito Pérez Galdós, i Ante el cadáver de un líder (1974), qque fa referència als interessos personals que hi ha en la classe política mexicana després de la mort del líder sindical Ataulfo Martínez." Com a part de l'homenatge, es va presentar el llibre Alejandro Galindo. Una visión personal del hombre y el cineasta, escrit pel seu fill, Alejandro Galindo Muñoz i publicat per la Direcció General d'Activitats Cinematogràfiques de la UNAM. Així mateix, es develó un bust d'Alejandro Galindo, obra dels escultors Valerio Ponzanelli i la seva esposa Edysa Ponzanelli.

## Cinematografia

### Como a actor
- 1936: El baúl macabro de Miguel Zacarías.
- 1937: ¡Esos hombres! de Rolando Aguilar.
- 1939: Una luz en mi camino de José Bohr.
- 1986: El misterio de la araña de César Taboada.
- 1991: Jóvenes delincuentes de Mario Hernández.

### Com a director
| - 1935: Teotihuacán, tierra de emperadores - 1937: Almas rebeldes - 1938: Refugiados en Madrid - 1938: Mientras México duerme - 1939: El muerto murió - 1939: Corazón de niño - 1940: El monje loco - 1941: Ni arena ni sangre - 1941: El rápido de las 9:15 - 1942: Virgen de medianoche - 1943: Konga Roja - 1943: Divorciadas - 1944: Tribunal de justicia - 1945: La sombra de Chucho el Roto - 1946: Tú eres la luz - 1946: Campeón sin corona - 1948: Los que volvieron - 1948: El muchacho alegre - 1948: Hermoso ideal - 1948: ¡Esquina bajan! - 1949: Confidencias de un ruletero - 1949: Hay lugar para dos - 1949: Una familia de tantas - 1950: Cuatro contra el mundo - 1951: Doña Perfecta - 1951: Dicen que soy comunista - 1951: Capitán de rurales - 1952: Crisol de pensamiento mexicano - 1953: Sucedió en Acapulco - 1953: El último round - 1953: Los dineros del diablo - 1953: Las infieles - 1953: Por el mismo camino - 1954: Los Fernández de Peralvillo - 1954: La duda - 1955: Tres melodías de amor - 1955: Espaldas mojadas - 1956: Policías y ladrones - 1956: Historia de un marido infiel | - 1957: Esposa te doy - 1957: Hora y media de balazos - 1958: Raffles - 1958: Manos arriba - 1958: Piernas de oro - 1958: Échenme al gato - 1958: Te vi en tv - 1958: Tu hijo debe nacer - 1959: México nunca duerme - 1959: La vida de Agustín Lara - 1959: La edad de la tentación - 1960: Ni hablar del peluquín - 1960: El supermacho - 1961: Mañana serán hombres - 1961: Ellas también son rebeldes - 1964: La mente y el crimen - 1968: Corona de lágrimas - 1970: Simplemente vivir - 1970: Remolino de pasiones - 1970: Cristo 70 - 1971: Verano ardiente - 1972: Pepito y la lámpara maravillosa - 1972: Triángulo - 1972: Tacos al carbón - 1973: San Simón de los Magueyes - 1974: El juicio de Martín Cortés - 1974: Ante el cadáver de un líder - 1977: Las del talón - 1977: Que te vaya bonito - 1979: Milagro en el circo - 1979: Mojados - 1979: Dimas de León - 1981: El color de nuestra piel - 1983: El sexo de los pobres - 1984: Cruz de olvido - 1985: Lázaro Cárdenas |

### Com a escenògraf (llista parcial)
- 1934: La isla maldita de Boris Maicon.
- 1936: El baúl macabro de Miguel Zacarías.
- 1937: Ave sin rumbo de Roberto O'Quigley.

### Com a productor
- 1964: La mente y el crimen d'ell mateix.

## Distincions i premis
- 1947: Ariel de Plata a la pel·lícula més mexicana per Campeón sin corona.
- 1947: Ariel de Plata a la Millor Escenografia per Campeón sin corona.
- 1949: Ariel de Plata a la Millor Escenografia per ¡Esquina bajan!
- 1950: Ariel de Plata al Millor Director per Una familia de tantas.
- 1950: Ariel d'Or per Una familia de tantas.
- 1950: Ariel de Plata al Millor Productor per Una familia de tantas.
- 1952: Ariel de Plata a la Millor Escenografia per Doña Perfecta.
- 1955: Ariel d'Or per Los Fernández de Peralvillo.
- 1955: Ariel de Plata a la Millor Direcció per Los Fernández de Peralvillo.
- 1956: Ariel de Plata al Millor Escenografia Original per Espaldas mojadas.
- 1956: Ariel de Plata a la Millor pel·lícula d'interès nacional per Espaldas mojadas.
- 1958: Ariel de Plata a la Millor Escenografia per Esposa te doy.
- 1991: Medalla Salvador Toscano.
- 1991: Ariel d'Or Especial.